# Écluse de Guillermin
L'écluse de Guillermin est une écluse à chambre unique du canal du Midi. Construite vers 1674, elle se trouve à 69,1 km de Toulouse à 147 m d'altitude. Les écluses adjacentes sont l'écluse de Saint-Sernin à l'est et l'écluse du Vivier, à l'ouest.
Elle est située sur la commune de Saint-Martin-Lalande dans le département de l'Aude en région Occitanie.